# Pop a la gallega

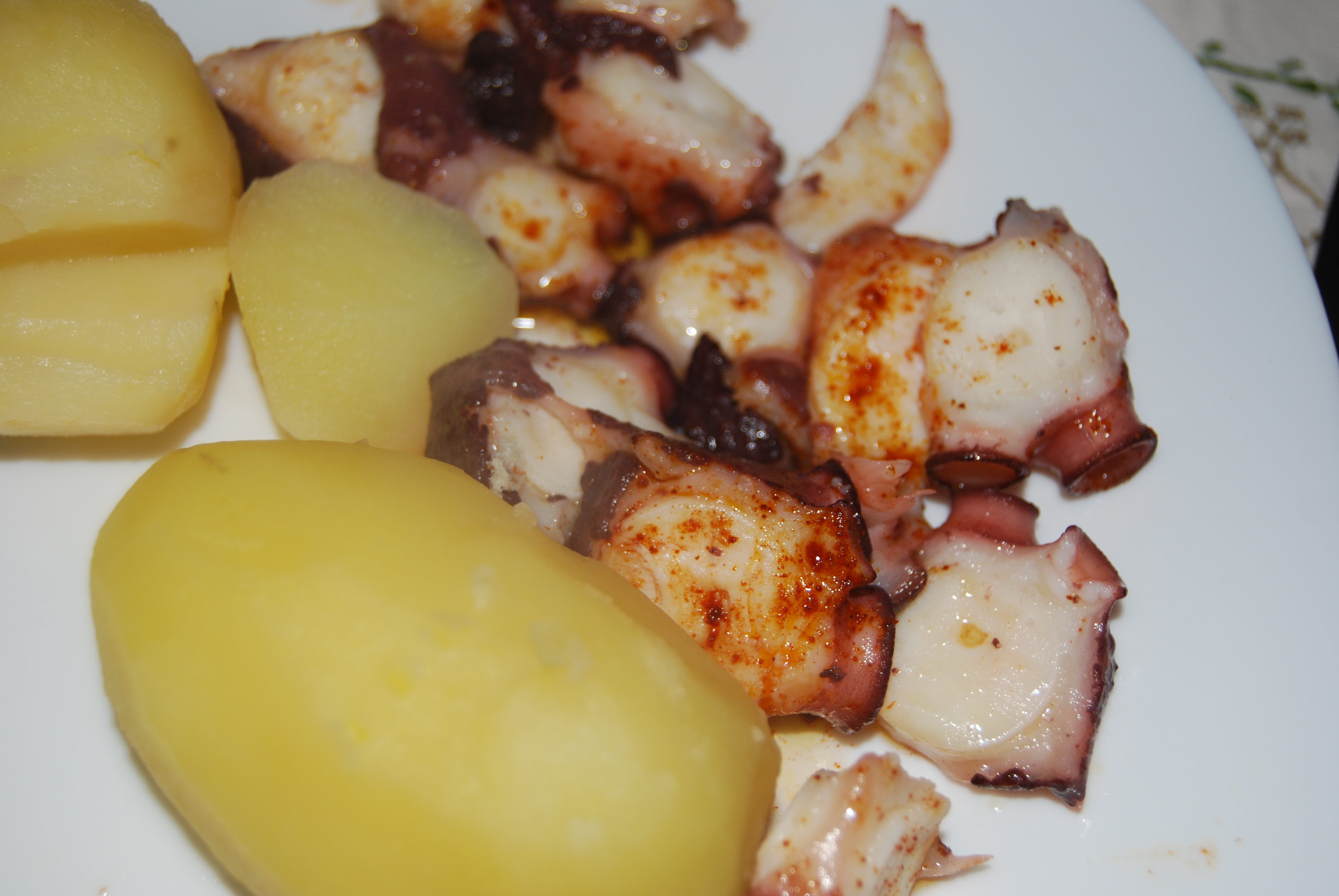
Polbo á feira amb cachelos

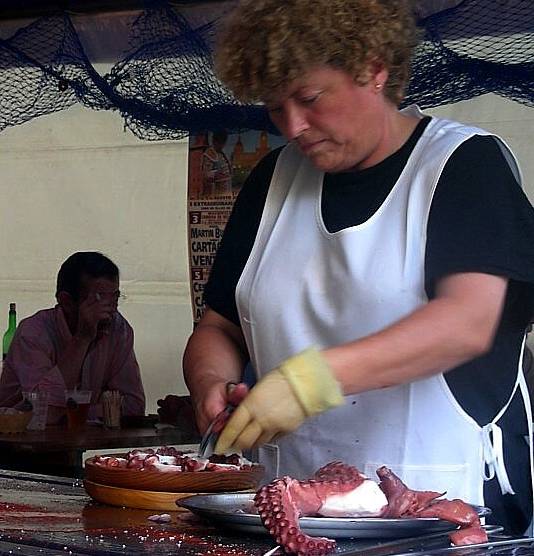
Polbeira

El pop a la gallega (en gallec polbo á feira) és un plat tradicional de Galícia i bàsic en la seva gastronomia, tot i que el seu consum s'ha generalitzat per tot Espanya. Es tracta d'un plat festiu elaborat amb pop cuit sencer (generalment en olles de coure) que està present en les festes, fires i romeries, d'aquí el seu nom "á feira" (a la fira). La cocció la realitzen tradicionalment les polbeiras (normalment són dones), i sol servir-se en l'actualitat com a tapa.

## Característiques
El plat consisteix en pop sense vísceres que es cou sencer durant algun temps (preferiblement en una olla de coure) per tal d'estovar la seva carn. De vegades és congelat uns dies abans per tal d'estovar-ne el nervi, altres és copejat diverses vegades contra una superfície. Generalment, es cou en tres temps; el pop s'introdueix en aigua bullent durant escassos segons i es treu, així tres vegades. A aquesta tècnica se l'anomena espantar i ajuda que conservi la seva pell un cop cuit. Després es deixa cuinar en aigua bullent durant una quantitat de temps determinada segons l'origen del pop i el seu pes.
L'operació de bullit en olles de coure la realitzen tradicionalment a l'aire lliure dones que reben el nom de polbeiras. En alguns pobles s'assigna un diumenge de cada mes per les polbeiras, sobretot a la província d'Ourense, que el cuinen al carrer per a la gent que vulgui degustar-lo.

### Com es serveix
Després de la cocció es talla mitjançant unes tisores en rodanxes d'un centímetre de gruix aproximadament i es serveix empolvorat amb pebre vermell en la seva superfície. Aquest pebre vermell és usualment dolç, però també es barreja sovint amb pebre vermell picant. En algunes ocasions, també s'acompanya de patates cuites amb pell i presentades senceres tallades per la meitat (cachelos). De vegades es pica all. És freqüent servir-lo calent, acabat de bullir, posant les rodanxes sobre una taula de fusta mentre es ruixa amb abundant oli d'oliva (mitjançant l'ús d'un setrill), pebre vermell i alguns grans de sal grossa.
És freqüent servir-lo acompanyat de diversos escuradents perquè els assistents puguin servir-se, en comptes d'utilitzar forquilla. Solen servir-se amb el pop diferents vins negres.

## Costums
És típic aquesta preparació en els dies de Fira (juntament amb l'empanada). Hi ha fires assenyalades com la de l'Ascensió a Santiago de Compostel·la o les de Sant Froilà a Lugo. Si la fira és de grans dimensions se sol començar a coure el dia abans. Les polbeiras solen traslladar-se amb les seves olles de coure i solen col·locar-se en els laterals de la fira. Cadascuna de les polbeiras introdueix i treu el pop mitjançant un ganxo de ferro. És costum que es coguin diversos pops al mateix temps.

## Festa do Polbo do Carballiño
La vila d'O Carballiño, a la província d'Ourense, es considera la capital del polbo á feira, la localitat on millor es prepara el cefalòpode. Cada any el segon diumenge del mes d'agost, se celebra la Festa do Polbo, declarada d'interès turístic internacional. Solen acudir a aquesta celebració entre 80.000 i 100.000 persones, i es consumeixen en un sol dia al voltant de 50.000 kg. de polbo.